# Saint-Félix-Lauragais
Saint-Félix-Lauragais (okzitanisch Sant Felitz de Lauragués) ist eine französische Gemeinde mit 1255 Einwohnern (Stand: 1. Januar 2022) im Département Haute-Garonne in der Region Okzitanien. Die Gemeinde gehört zum Arrondissement Toulouse und ist Mitglied im Gemeindeverband Communauté de communes Aux sources du Canal du Midi. Die Bewohner werden Saint-Féliciens und Saint-Féliciennes genannt.
Der Fernwanderweg GR 653 von Dourgne nach Toulouse durchquert das südliche Gemeindegebiet. Er folgt der Via Tolosana, einem der vier Jakobswege in Frankreich.

## Geografie

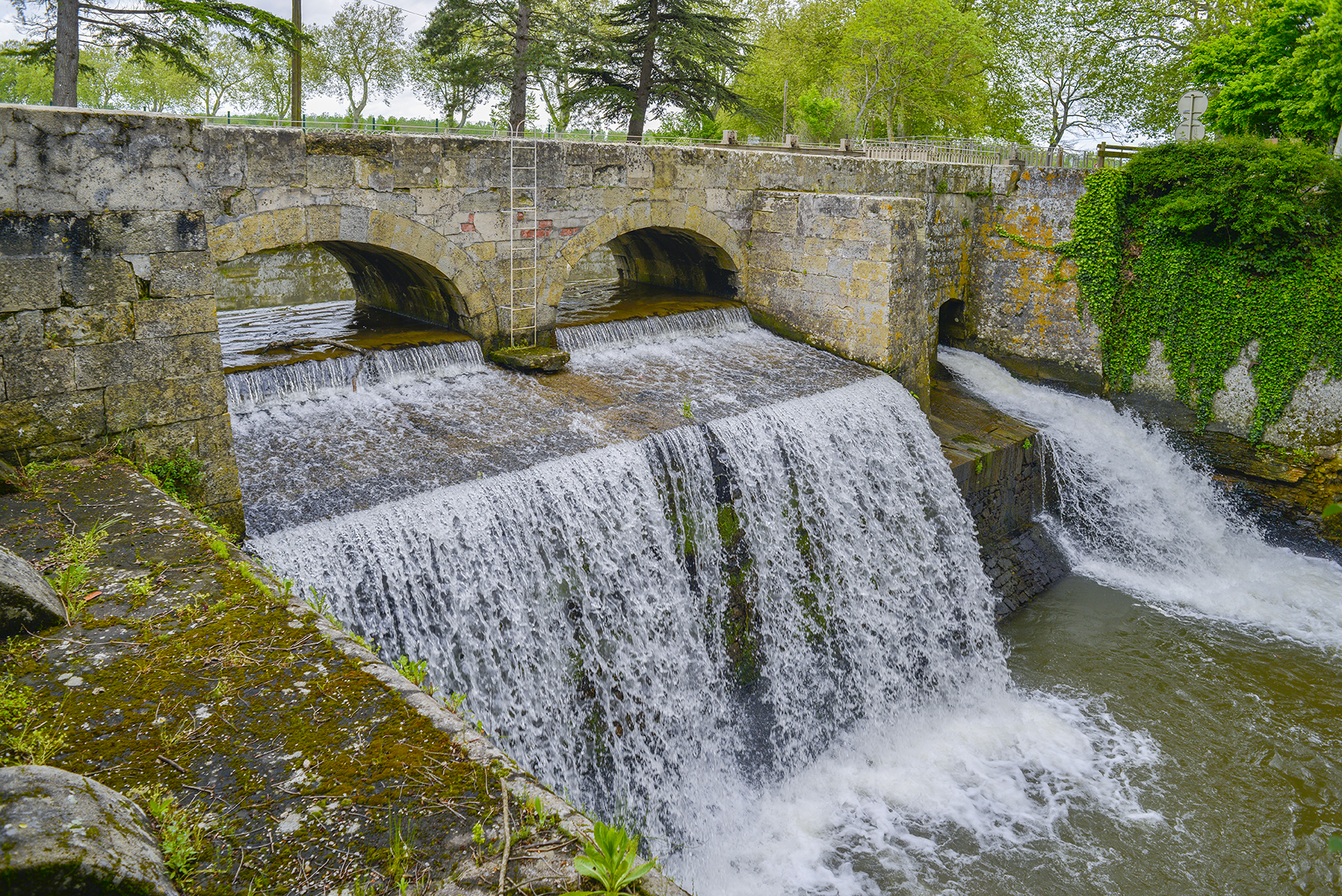
Regulierungsstufe am Zusammenfluss des Laudot mit der Rigole de la Plaine

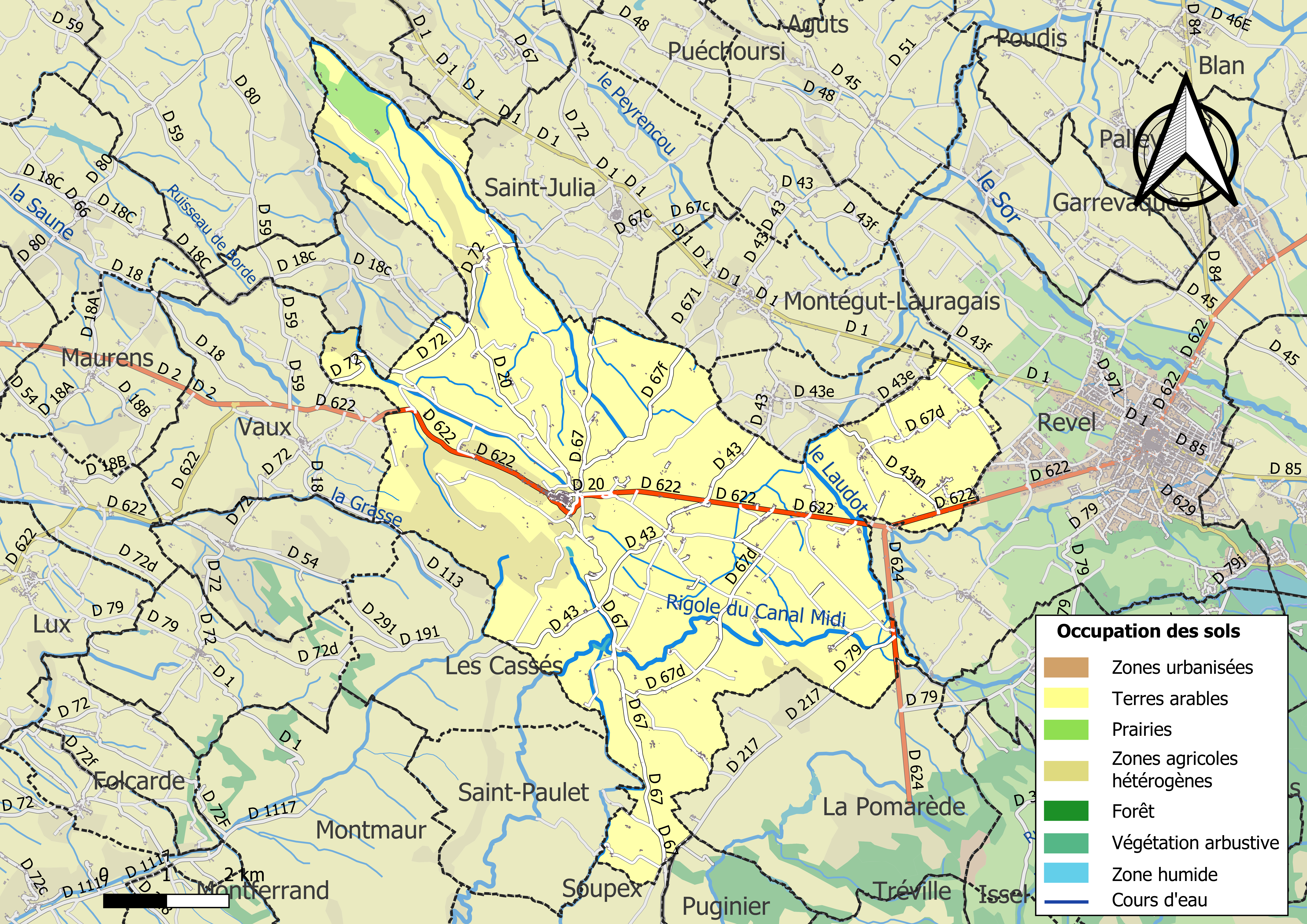
Bodennutzung, Hydrografie und Infrastruktur der Gemeinde (2018)

Saint-Félix-Lauragais befindet sich in der historischen Landschaft des Lauragais am östlichen Rand des Départements an der Grenze zum benachbarten Département Aude, etwa 46 Kilometer nordwestlich von Carcassonne und etwa 40 Kilometer südöstlich von Toulouse. Die Gemeinde liegt im Einzugsgebiet der Garonne und wird vom Laudot, vom Flüsschen Grasse, von der Rigole de la Plaine, vom Flüsschen Vendinelle, vom Ruisseau de l’Olivet, vom Ruisseau de Soupex, vom Ruisseau du Marès, vom Ruisseau de Lessieure und verschiedenen kleineren Bächen entwässert.
Das Gebiet von Saint-Félix-Lauragais ist Teil von sechs ZNIEFF-Naturzonen. Nahezu die gesamte Fläche der Gemeinde wird landwirtschaftlich genutzt.
Umgeben wird Saint-Félix-Lauragais von den 14 Nachbargemeinden:
| Auriac-sur-Vendinelle Le Cabanial     | Saint-Julia                                 | Montégut-Lauragais Roumens |
| Falga Vaux Bélesta-en-Lauragais       | Kompassrose, die auf Nachbargemeinden zeigt | Revel                      |
| Les Cassés (Aude) Saint-Paulet (Aude) | Soupex (Aude) Puginier (Aude)               | La Pomarède (Aude)         |

## Geschichte
Wie aus – heute im Muséum de Toulouse aufbewahrten – Fundstücken (u. a. Steinbeile) hervorgeht, war die Umgebung von Saint-Félix bereits in der Jungsteinzeit besiedelt. Im Mittelalter war der Ort unter Namen Saint-Félix-de-Caraman bekannt. Im Jahre 1167 (oder 1170?) fand in der Burg eine Katharer-Synode unter der Leitung des Bogomilen-Bischofs Niketas statt, an der führende Katharer aus der Region um Carcassonne, aber auch aus Nordfrankreich und der Lombardei teilnahmen. Für das Jahr 1205 ist ein Konvent der parfaits (= 'Vollkommenen') in Saint-Félix urkundlich nachgewiesen. Während des Albigenserkreuzzugs (1209–1229) dürfte der Ort sehr gelitten haben – jedenfalls wurde die Burg zerstört, und für das 13. Jahrhundert spricht man von einer Neugründung der Stadt.

## Bevölkerungsentwicklung
| Saint-Félix-Lauragais: Einwohnerzahlen von 1793 bis 2020                                                                   | Saint-Félix-Lauragais: Einwohnerzahlen von 1793 bis 2020 | Saint-Félix-Lauragais: Einwohnerzahlen von 1793 bis 2020 | Saint-Félix-Lauragais: Einwohnerzahlen von 1793 bis 2020 | Saint-Félix-Lauragais: Einwohnerzahlen von 1793 bis 2020 |
| --- | -------------------------------------------------------- | -------------------------------------------------------- | -------------------------------------------------------- | -------------------------------------------------------- |
| Jahr |                                                          |                                                          |                                                          | Einwohner                                                |
| 1793 | 1793                                                     |                                                          | 2.404                                                    | 2.404                                                    |
| 1800 | 1800                                                     |                                                          | 3.020                                                    | 3.020                                                    |
| 1806 | 1806                                                     |                                                          | 2.795                                                    | 2.795                                                    |
| 1821 | 1821                                                     |                                                          | 2.634                                                    | 2.634                                                    |
| 1831 | 1831                                                     |                                                          | 2.610                                                    | 2.610                                                    |
| 1836 | 1836                                                     |                                                          | 2.800                                                    | 2.800                                                    |
| 1841 | 1841                                                     |                                                          | 2.698                                                    | 2.698                                                    |
| 1846 | 1846                                                     |                                                          | 2.855                                                    | 2.855                                                    |
| 1851 | 1851                                                     |                                                          | 2.911                                                    | 2.911                                                    |
| 1856 | 1856                                                     |                                                          | 2.732                                                    | 2.732                                                    |
| 1861 | 1861                                                     |                                                          | 2.696                                                    | 2.696                                                    |
| 1866 | 1866                                                     |                                                          | 2.571                                                    | 2.571                                                    |
| 1872 | 1872                                                     |                                                          | 2.491                                                    | 2.491                                                    |
| 1876 | 1876                                                     |                                                          | 2.478                                                    | 2.478                                                    |
| 1881 | 1881                                                     |                                                          | 2.293                                                    | 2.293                                                    |
| 1886 | 1886                                                     |                                                          | 2.339                                                    | 2.339                                                    |
| 1891 | 1891                                                     |                                                          | 2.239                                                    | 2.239                                                    |
| 1896 | 1896                                                     |                                                          | 2.049                                                    | 2.049                                                    |
| 1901 | 1901                                                     |                                                          | 1.994                                                    | 1.994                                                    |
| 1906 | 1906                                                     |                                                          | 1.910                                                    | 1.910                                                    |
| 1911 | 1911                                                     |                                                          | 1.951                                                    | 1.951                                                    |
| 1921 | 1921                                                     |                                                          | 1.700                                                    | 1.700                                                    |
| 1926 | 1926                                                     |                                                          | 1.691                                                    | 1.691                                                    |
| 1931 | 1931                                                     |                                                          | 1.677                                                    | 1.677                                                    |
| 1936 | 1936                                                     |                                                          | 1.596                                                    | 1.596                                                    |
| 1946 | 1946                                                     |                                                          | 1.495                                                    | 1.495                                                    |
| 1954 | 1954                                                     |                                                          | 1.456                                                    | 1.456                                                    |
| 1962 | 1962                                                     |                                                          | 1.349                                                    | 1.349                                                    |
| 1968 | 1968                                                     |                                                          | 1.192                                                    | 1.192                                                    |
| 1975 | 1975                                                     |                                                          | 1.110                                                    | 1.110                                                    |
| 1982 | 1982                                                     |                                                          | 1.188                                                    | 1.188                                                    |
| 1990 | 1990                                                     |                                                          | 1.177                                                    | 1.177                                                    |
| 1999 | 1999                                                     |                                                          | 1.301                                                    | 1.301                                                    |
| 2006 | 2006                                                     |                                                          | 1.348                                                    | 1.348                                                    |
| 2013 | 2013                                                     |                                                          | 1.300                                                    | 1.300                                                    |
| 2020 | 2020                                                     |                                                          | 1.261                                                    | 1.261                                                    |
| Quelle(n): EHESS/Cassini bis 1999, INSEE ab 2006 Anmerkung(en): Ab 1962 offizielle Zahlen ohne Einwohner mit Zweitwohnsitz |                                                          |                                                          |                                                          |                                                          |

Im 19. und in der ersten Hälfte des 20. Jahrhunderts sank die Zahl der Einwohner kontinuierlich von anfänglich etwa 3000 auf nur noch etwa 1100 ab. Erst in den letzten Jahrzehnten ist wieder ein leichter Anstieg festzustellen.

## Sehenswürdigkeiten
- Die ehemalige Kollegiatkirche Saint-Félix ist ein Backsteinbau aus dem frühen 14. Jahrhundert im Stil der Toulouser Gotik mit einem alles überragenden Turm, der sich von einem kubischen Unterbau hin zu einem oktogonalen Glockengeschoss mit Spitzhelm entwickelt. Der Turm erhebt sich über dem Eingang auf der Nordseite der Kirche etwa in der Mitte des Kirchengebäudes – er kann also weder als Vierungsturm noch als Westturm bezeichnet werden. Das Innere des Bauwerks besteht aus einem 27 Meter langen, 15 Meter breiten und 13 Meter hohen Kirchenschiff mit seitlichen Kapellen. Nach einem Brand gegen Ende des 16. Jahrhunderts, bei dem die ursprünglichen Gewölbe einstürzten, erhielt das Kirchenschiff Schwibbögen, über die eine Holztäfelung in Form einer Spitztonne gelegt wurde. Teile des Innenraums wurden im 19. Jahrhundert – teilweise auch schon früher – farbig gefasst. Das Kirchengebäude wurde im Jahre 1920 als Monument historique klassifiziert.[8]
- Südlich der Kirche – inmitten des Hauptplatzes – steht die auf 16 Holzstützen ruhende Markthalle aus dem 15. Jahrhundert. Das Gebäude wurde im Jahre 1926 als Monument historique eingeschrieben.[9]
- Gleich daneben befindet sich ein schmiedeeisernes Kreuz, welches seit 1927 als Monument historique eingeschrieben.[10]
- Die Fassade des ehemaligen Pfarrhauses (presbytère) aus dem 15. Jahrhundert zeigt bereits Fenster mit Fensterkreuz. Sie ist seit 1927 als Monument historique eingeschrieben.[11] Unmittelbar daneben befindet sich ein Haus aus dem 15. Jahrhundert, dessen Dächer und spätgotische Fassade seit 1950 ebenfalls eingeschrieben sind.[12]
- Außerdem existieren noch Reste der alten Wehranlagen (remparts), die ebenfalls seit 1927 als Monument historique eingeschrieben sind.[13]
- Das Geburtshaus des Komponisten Déodat de Séverac aus dem 18. Jahrhundert ist seit 1990 als Monument historique eingeschrieben.[14]
- Von der ehemaligen Burg (château) von Saint-Félix existieren nur noch Teile; sie wurde wahrscheinlich von den Truppen Simon de Montforts im Jahr 1211 zerstört. An ihrer Stelle wurde vom 13. bis zum 18. Jahrhundert ein neues Schloss erbaut, das aber nicht zu besichtigen ist (Privatbesitz). Donjon und Kapelle aus dem 13. bzw. 14. Jahrhundert sind seit 1994 als Monument historique eingeschrieben.[15]
- In der Nähe des Ortes stehen noch die Stümpfe einiger – längst aufgegebener – Windmühlen.
- Ein in der Ebene gelegenes Wasserbauwerk sowie eine Brücke an einem der Zuflusskanäle (rigoles) des Canal du Midi wurden ebenfalls unter Schutz gestellt.[16][17]

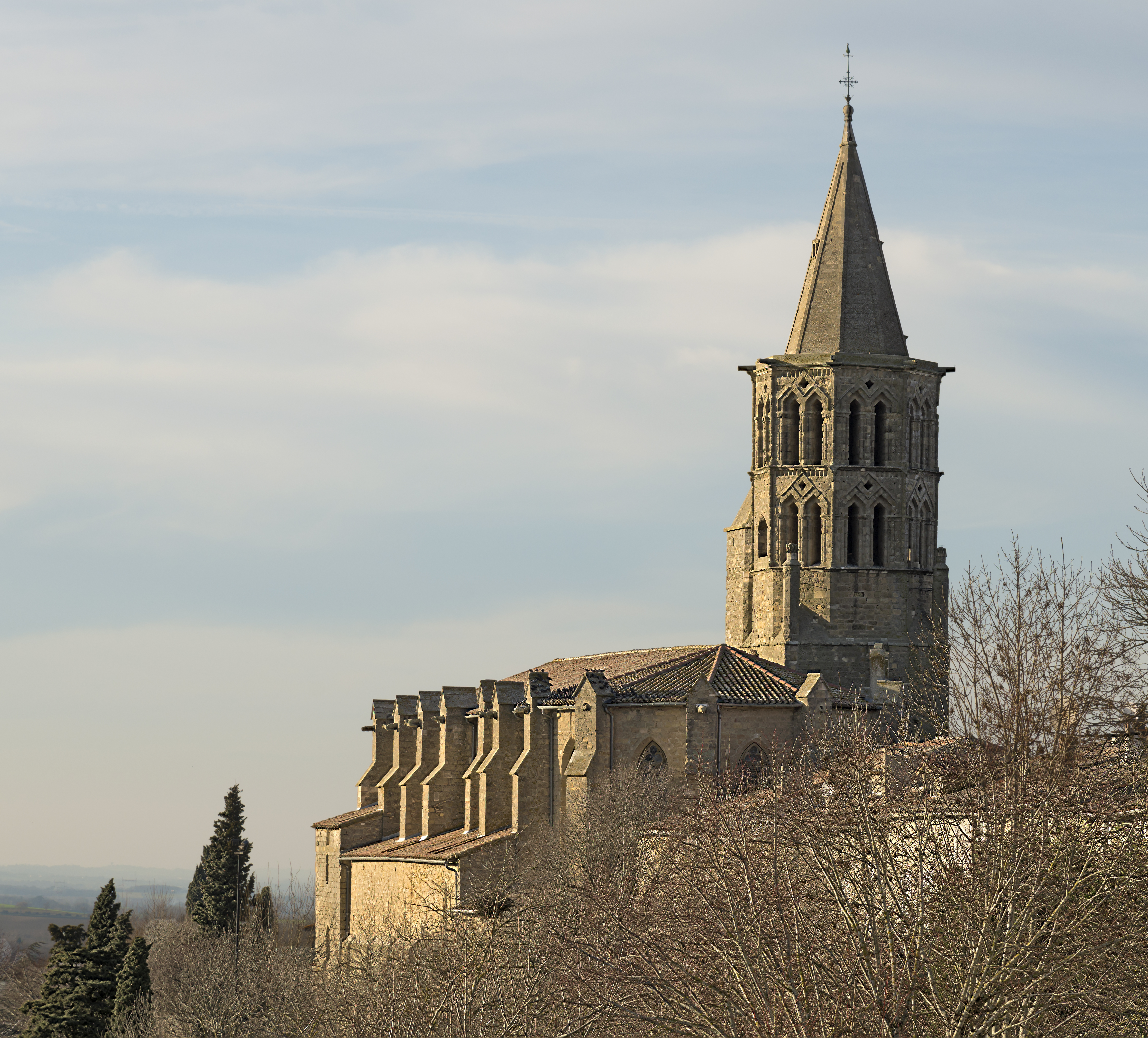
Ehemalige Kollegiatkirche Saint-Félix
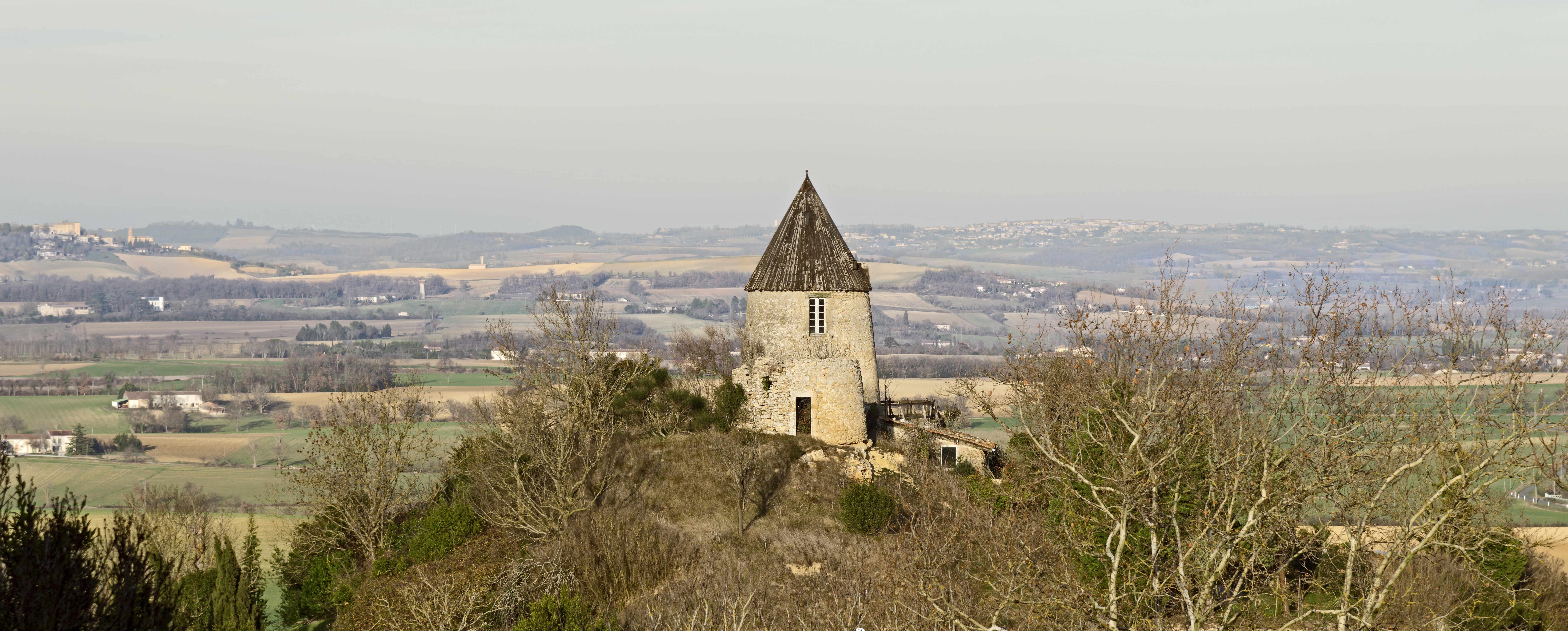
Ehemalige Windmühlen
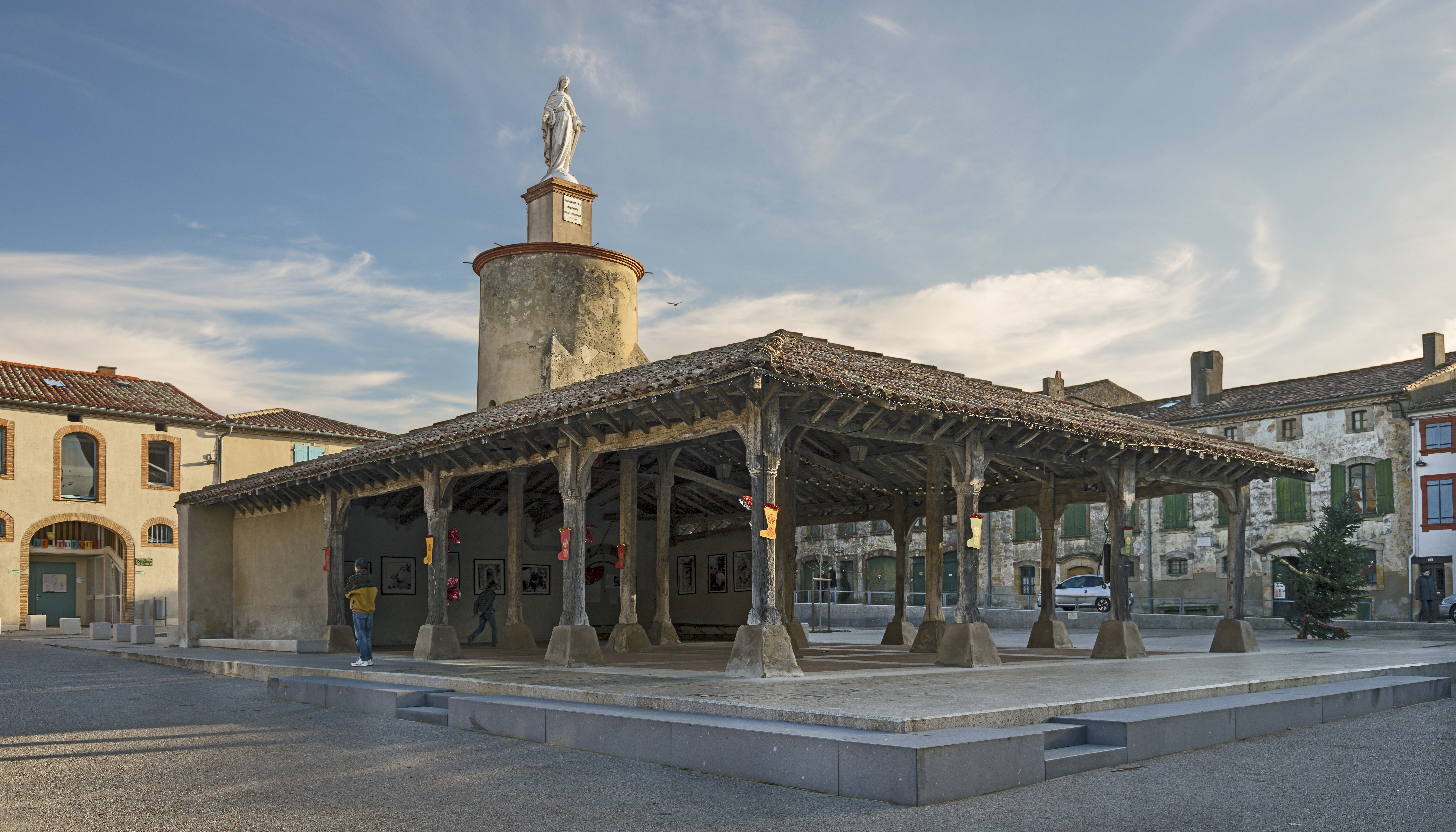
Markthalle aus dem 15. Jahrhundert
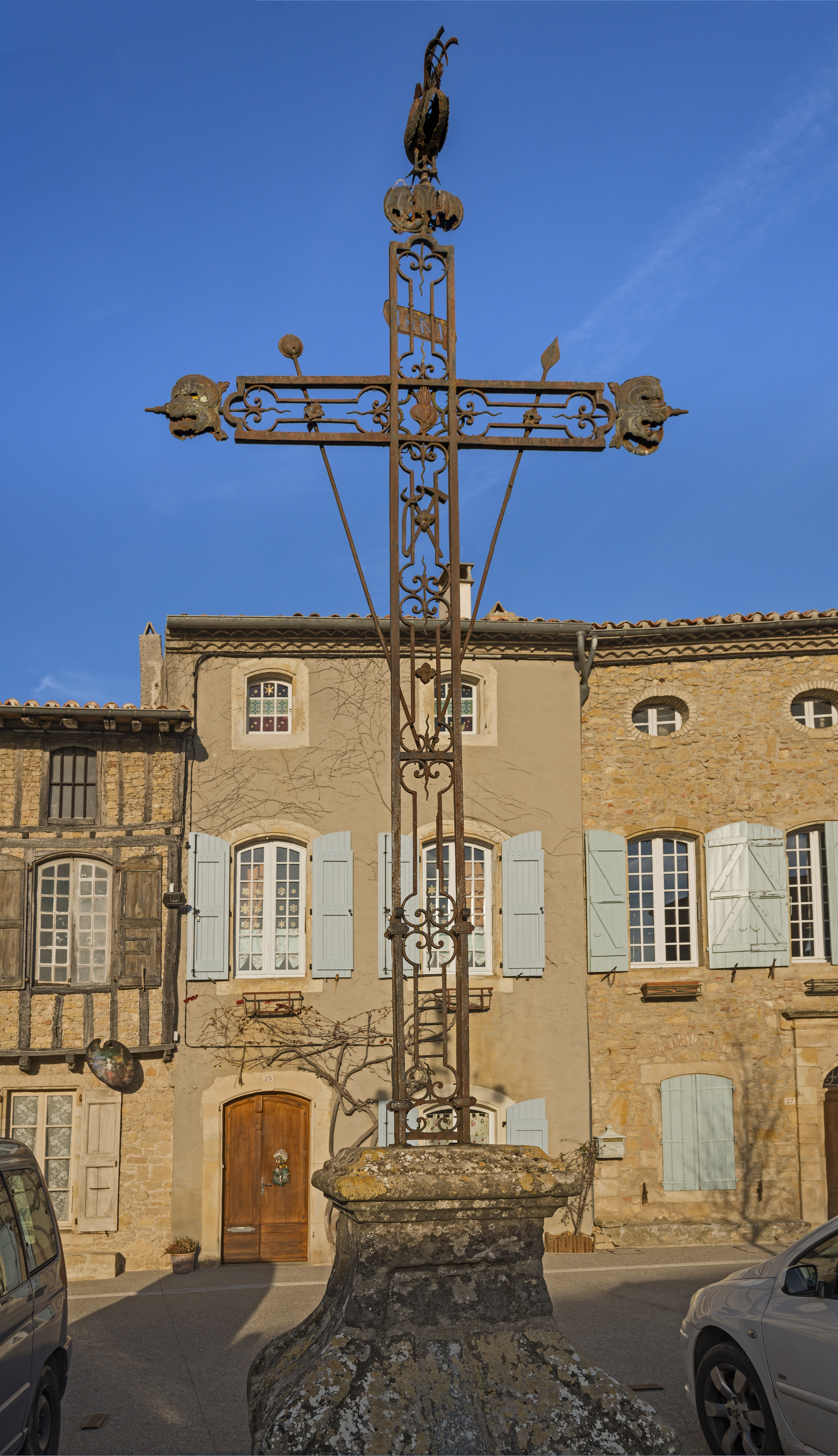
Schmiede-eisernes Kreuz
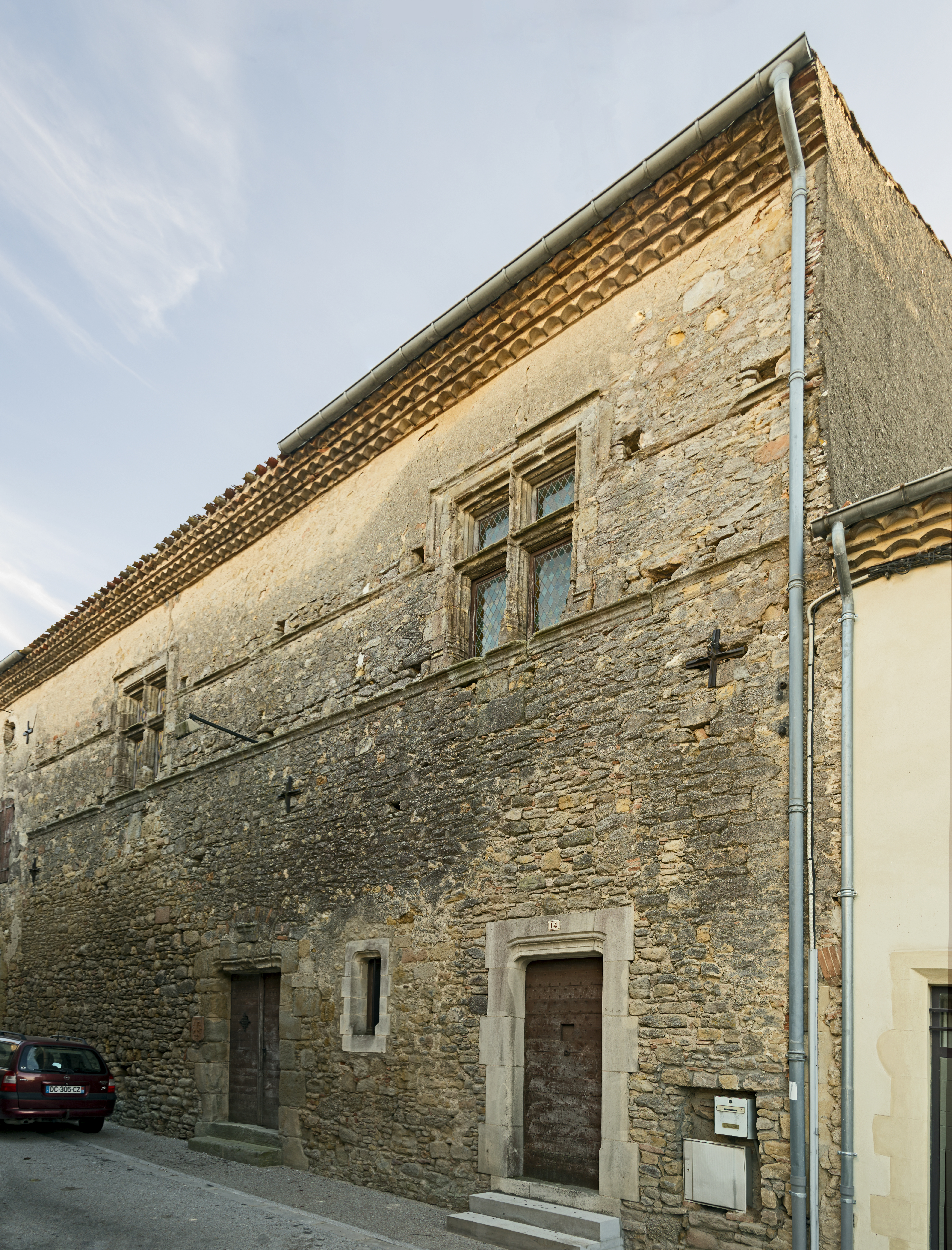
Haus aus dem 15. Jahrhundert
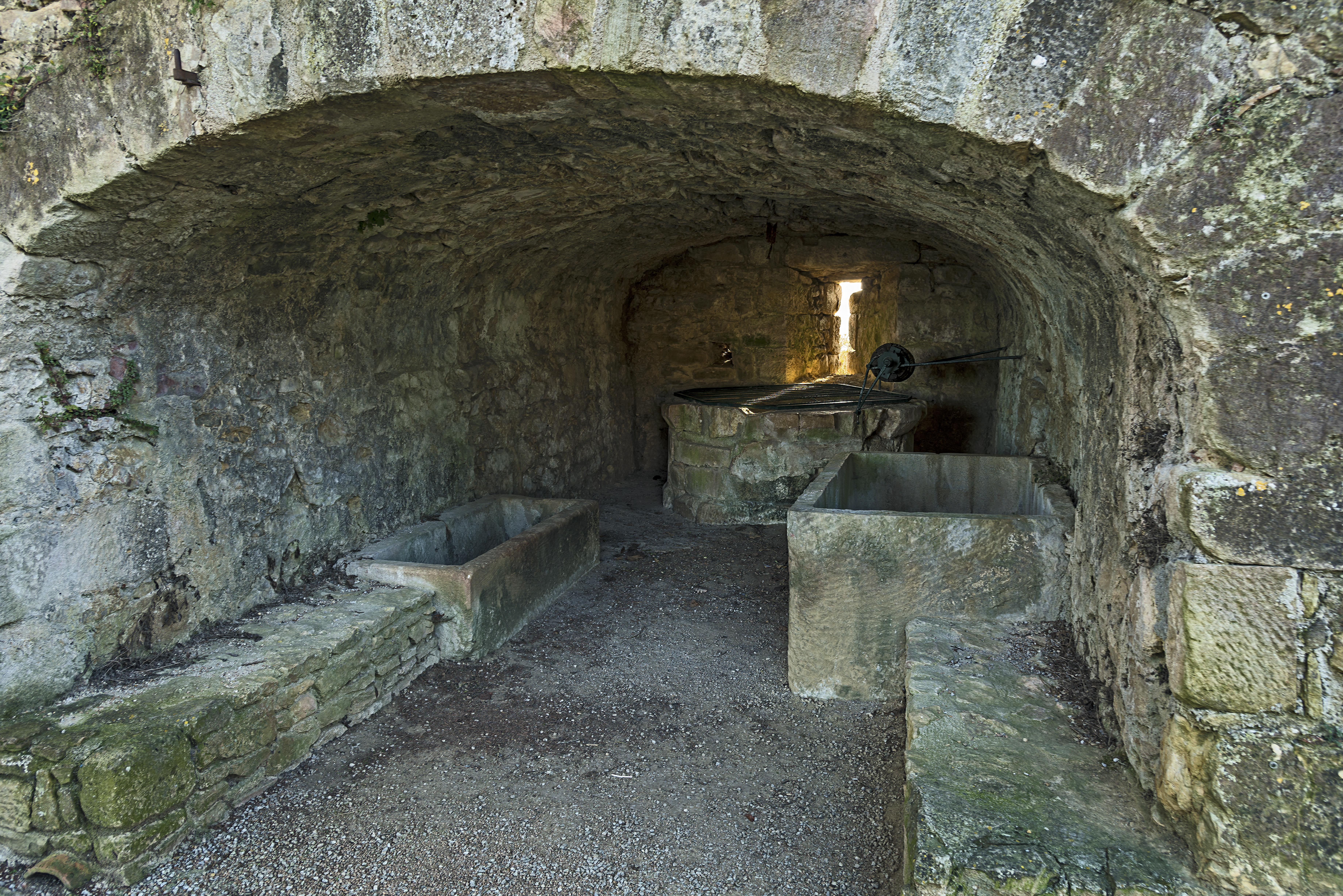
Wehranlagen (remparts)
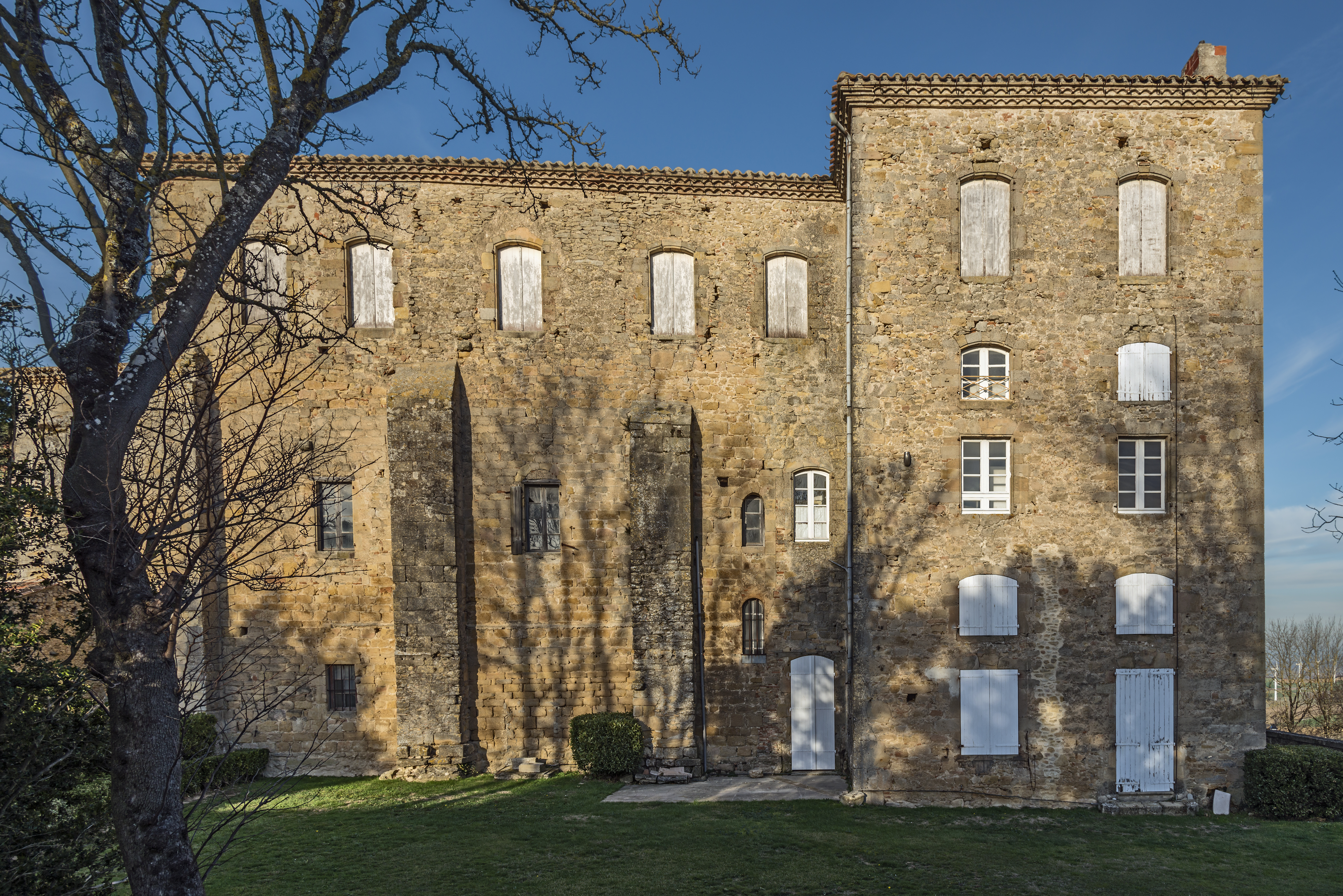
Von der ehemaligen Burg

## Wirtschaft
Wie in den meisten Orten des Lauragais (auch Pays de la Cocagne = „Schlaraffenland“ genannt) spielte der Anbau von Färberwaid (pastel) im Mittelalter und in der frühen Neuzeit eine enorm wichtige Rolle im Wirtschaftsleben der wohlhabenden Gemeinde.
Doch bereits im 18. Jahrhundert wurde der Anbau von pastel aufgegeben – es war durch den neuen Farbstoff Indigo allmählich vom Markt verdrängt worden. Seitdem müssen sich die Bauern im Lauragais wieder von Getreide (Weizen) und ein wenig Viehzucht (Schafe) ernähren. In Erinnerung an bessere Zeiten findet seit 1972 alljährlich am Osterwochenende in Saint-Félix-Lauragais die Fête de la Cocagne statt.
Seit der Jahrtausendwende wurden in der Nähe einige Windparks installiert.

## Persönlichkeiten
- Guillaume de Nogaret (um 1260–1313), Berater Philipps des Schönen, geboren in Saint-Félix-Lauragais
- Déodat de Séverac (1872–1921), französischer Komponist, geboren in Saint-Félix-Lauragais